# Jurby
Jurby o Jorby è una parrocchia dell'Isola di Man situata nello sheading di Michael con 797 abitanti (censimento 2011).
È ubicata nella parte nord-occidentale dell'isola e l'agricoltura è l'attività prevalente.
Nella parrocchia si trovano un aeroporto, usato dalla Royal Air Force durante la seconda guerra mondiale, e la prigione dell'isola. In un vecchio hangar ha sede il locale museo dei trasporti.